# Ala praetoria singularium
Die Ala Flavia Praetoria Singularium (deutsch Ala die Flavische Praetoria der Gardesoldaten) war eine römische Auxiliareinheit. Sie ist durch Militärdiplome und eine Inschrift belegt. In den Militärdiplomen von 93 bis 100 und der Inschrift wird sie als Ala Praetoria bezeichnet, in den meisten anderen Diplomen als Ala Praetoria Singularium.

## Namensbestandteile
- Ala: Die Ala war eine Reitereinheit der Auxiliartruppen in der römischen Armee.
- Flavia: die Flavische. Die Ehrenbezeichnung bezieht sich auf die flavischen Kaiser Vespasian, Titus oder Domitian. Der Zusatz kommt in zwei Militärdiplomen[2] vor.
- Praetoria: Die Bezeichnung leitet sich vom Praetorium ab, dem Hauptquartier eines Feldherrn.[A 1]
- Singularium: der Gardesoldaten.[A 1]

Da es keine Hinweise auf den Namenszusatz milliaria (1000 Mann) gibt, war die Einheit eine Ala quingenaria. Die Sollstärke der Ala lag bei 480 Mann, bestehend aus 16 Turmae mit jeweils 30 Reitern.

## Geschichte
Die Ala war in den Provinzen Syria und Moesia superior stationiert. Sie ist auf Militärdiplomen für die Jahre 88 bis 153 n. Chr. aufgeführt.
Möglicherweise war die Einheit bereits um 62/63 in Syria stationiert. Der erste Nachweis in Syria beruht auf Diplomen, die auf 88 datiert sind. In den Diplomen wird die Ala als Teil der Truppen (siehe Römische Streitkräfte in Syria) aufgeführt, die in der Provinz stationiert waren. Ein weiteres Diplom, das auf 91 datiert ist, belegt die Einheit in derselben Provinz.
Zwischen 91 und 93 wurde die Ala nach Moesia superior verlegt, wo sie erstmals durch ein Diplom nachgewiesen ist, das auf 93 datiert ist. In dem Diplom wird die Ala als Teil der Truppen (siehe Römische Streitkräfte in Moesia) aufgeführt, die in der Provinz stationiert waren. Weitere Diplome, die auf 94 bis 115 datiert sind, belegen die Einheit in derselben Provinz. Aufgrund eines Diploms wird vermutet, dass die Ala an den Dakerkriegen Trajans teilgenommen hat.
Auf dem Diplom von 115 wird die Ala unter den Einheiten aufgeführt, die für den Partherkrieg Trajans abkommandiert wurden (translatis in expeditione). Möglicherweise wurden diese Einheiten ausgewählt, weil sie sich bereits in den Dakerkriegen bewährt hatten. Nach dem Partherkrieg verblieb die Ala in Syria, wo sie durch weitere Diplome belegt ist, die auf 144 bis 153 datiert sind.
Eine Vexillation der Ala nahm am Partherkrieg des Lucius Verus (161–166) teil. Sie wird in einer Inschrift als Teil der Einheiten aufgelistet, die unter der Leitung von Marcus Valerius Lollianus standen. In der Inschrift steht, dass Lollianus Kommandeur in Mesopotamia über Abteilungen ausgewählter Reiter der Alen […] und der Kohorten gewesen ist.

## Standorte
Standorte der Ala sind nicht bekannt.

## Angehörige der Ala
Folgende Angehörige der Ala sind bekannt:

### Kommandeure
| - Aulus Furius Saturninus: er wird auf drei Diplomen von 88 als Kommandeur genannt. - [] Sestius Panthera: er wird auf dem Diplom von 115 als Kommandeur genannt. | - Tiberius Claudius Ilus: er wird auf dem Diplom von 101/102 als Kommandeur genannt. - Ulpius Marcellinus: er wird auf einem Diplom von 144 als Kommandeur genannt. |

### Sonstige
| - [?]: ein Diplom von 88 (RMD 5, 331) wurde für ihn ausgestellt. - Biertha, ein Soldat: ein Diplom von 144 (ZPE-188-255) wurde für ihn ausgestellt. - Bithus, ein Soldat: ein Diplom von 88 (RMD 5, 330) wurde für ihn ausgestellt. | - Gisusetes, ein Soldat: ein Diplom von 88 (ZPE-143-229) wurde für ihn ausgestellt. - [L(ucius)] Iulius Claudianus, ein Soldat: das Diplom von 115 wurde für ihn ausgestellt. |